# Résolution 844 du Conseil de sécurité des Nations unies
Membres permanents
- Chine
- États-Unis
- France
- Royaume-Uni
- Russie

Membres non permanents
- Brésil
- Cap-Vert
- Djibouti
- Espagne
- Hongrie
- Japon
- Maroc
- Nouvelle-Zélande
- Pakistan
- Venezuela

Résolution no 843 Résolution no 845
La résolution 844 du Conseil de sécurité des Nations unies, adoptée à l'unanimité le 18 juin 1993, après avoir réaffirmé la résolution 713 (1991) et les résolutions ultérieures, a noté la détérioration de la situation en Bosnie-Herzégovine et a autorisé un renforcement de la Force de protection des Nations unies (FORPRONU).
Agissant en vertu du chapitre VII de la Charte des Nations unies et réitérant son inquiétude face aux violations du droit international humanitaire, le Conseil de sécurité a envoyé 7 600 personnes supplémentaires pour compléter la FORPRONU, à la suite d'un rapport du secrétaire général Boutros Boutros-Ghali et conformément à la résolution 836 (1993). Le Conseil en a appelé aux États membres à fournir du personnel et de l'équipement supplémentaire ainsi que pour le soutien logistique.
La décision d'utiliser la puissance aérienne dans et autour des zones de sécurité de Tuzla, Žepa, Bihać, Goražde, Sarajevo et Srebrenica afin de fournir une assistance à la FORPRONU a été réaffirmée, en exhortant les États membres à coopérer avec le secrétaire général sur cette question.

## Voir également
- Guerre de Bosnie-Herzégovine
- Dislocation de la Yougoslavie
- Guerres de Yougoslavie